# 太祖长拳
太祖长拳，屬於少林拳術，南北派均有傳承，如廣東、福建、台灣太祖長拳均屬南拳範疇。

傳說因宋太祖趙匡胤而得名。講求實戰攻防，起如風，擊如電，前手領，後手追，兩手互換一氣摧。套路動作嚴謹，步法靈活，剛柔虛實兼備。「囚身似貓，抖身如虎，行似游龍，動如閃電」。要求一膽、二力、三功、四氣、五巧、六變、七奸、八狠。攻擊時「審勢觀察細留神，逢弱直衝入中門，遇強避鋒繞步捶」，手步相連，上下相隨，遇隙即攻，見空則補。手法非攻即防，虛中寓實，實里含虛，一式多變，借敵之力以制其身。

## 拳路
太祖拳術共有四套拳路。有：

一路小戰拳、〈拳勢小巧是短打，未學打人先學防〉。

二路太戰拳，〈重拳重腿重殺傷、帶上腰法練猛勁〉。

三路散戰拳，練習致用散手。

四路合戰拳，多人合戰技法，篇為套路。

拳種礿由羅漢拳、太祖長拳、（潭）彈腿等集成。器械有盤龍棍，柳葉刀。